# О (слово ћирилице)
Слово О је осамнаесто слово српске ћирилице.